# Bipolaris halepensis
Bipolaris halepensis är en svampart som beskrevs av M.Y. Chiang, K.J. Leonard & Van Dyke 1989. Bipolaris halepensis ingår i släktet Bipolaris och familjen Pleosporaceae.   Inga underarter finns listade i Catalogue of Life.